# Bainet (ort)
Bainet är en ort i Haiti.   Den ligger i departementet Sud-Est, i den södra delen av landet, 60 km sydväst om huvudstaden Port-au-Prince. Bainet ligger 29 meter över havet och antalet invånare är 78 896.
Terrängen runt Bainet är kuperad norrut, men åt sydväst är den platt. Havet är nära Bainet söderut.  Bainet är det största samhället i trakten. 